# Râul Mera, Nadăș
Râul Mera este un curs de apă, afluent al râului Nadăș. 